# Henri Thyrion
Henri Vincent Joseph Thyrion (Nandrin, 17 januari 1795 - Hoei, 21 juni 1860) was een Belgisch volksvertegenwoordiger.

## Levensloop
Hij was een zoon van Henri Gabriel Thyrion en van Anne-Marie Malaise. Hij trouwde met Marie-Thérèse Thyrion.
Hij promoveerde tot doctor in de rechten (1818) aan de Rijksuniversiteit Leuven en vestigde zich als advocaat in Hoei.
Hij trad toe tot de magistratuur:
- van 1830 tot 1844 als procureur des Konings in Hoei,
- Van 1844 tot aan zijn dood als voorzitter van de rechtbank van eerste aanleg in Hoei.

In 1842 werd hij provincieraadslid voor Luik en in 1843 werd hij verkozen tot liberaal volksvertegenwoordiger voor het arrondissement Hoei, een mandaat dat hij vervulde tot in 1847.